# Янса Марія Антонівна
Марі́я Анто́нівна (Я́ківна) Я́нса (бл. 1880-х — 15 червня 1956, Москва) — українська і російська оперна співачка (меццо-сопрано) чеського походження. Мала сильний голос гарного тембру і драматичний талант. Виконання відрізнялось музичністю і чистотою інтонації.

## Життєпис
Народилась в родині чеського походження, яка в другій половині ХІХ ст. оселилися на Правобережній Україні. Батько Антон Янса був, ймовірно, католиком, як і її мати Марія (дошлюбне прізвище невідоме). Вони мали кількох дітей: наразі відомо про Володимира, Марію і Людмилу.
1895—1999 — навчалась співу в Музичній школі М. Тутковського і в Київському музичному училищі (клас О. О. Сантагано-Горчакової). Навчалась також у Марії Зотової. Під час навчання в училищі співала в Народній аудиторії на загальнодоступних концертах.
1905—1906, 1912—1914 — солістка Київської опери.
В 1901, 1904 і 1905 гастролювала в Казані.
1914—1924 — солістка Тифліської опери.
1924—1925 — солістка Київського державного академічного оперного театру ім. К. Лібкнехта.
Згодом стала безробітною, а в 1930-х роках почала працювати на різних посадах, не пов'язаних з мистецтвом:
- в Управлінні будинками Наркомвійськмору Київського гарнізону на роботі з розбору й підшивки справ (28.12.1931-10.01.1932)
- на різних посадах у Дирекції Південно-Західної залізниці (конторщиця, рахівниця, бухгалтерка) (1932—1936)
- спостерігачкою на стенді Київсоюзунівермагу на виставці дитячої іграшки в Палаці піонерів (20.12.1936-26.01.1937)
- статистиком у Київському обласному управлінні народногосподарського обліку (1937)
- статистиком у Київському Каналтресті (1937—1940)
- на Дмитрівському лазне-пральному комбінаті (18.08.1940-15.11.1941)

Згідно з довідкою від 24 серпня 1945 проживала в Києві на вул. Стрілецькій.
Померла 15 червня 1956 в Москві.

## Партії
- Іззеді-Даулет-Ханум («Чорний Тюрбан») — 1-а виконавиця партії
- Ратмір («Руслан і Людмила»)
- Марина Мнішек («Борис Годунов»)
- Ангель («Євгеній Онєгін»)
- Весна-красна («Снігуронька»)
- Поліна і Графиня («Пікова дама»)
- Малліка («Лакме»)
- Чека («Джоконда»)
- Зібель («Фауст»)